# Долмени при Голям Дервент
Долмените при Голям Дервент са едни от най-значимите находки от Желязната епоха на територията на Древна Тракия. Два от мегалитните паметници са запазени в задоволително състояние южно от пограничното село Голям Дервент, (Община Елхово).

## Археологически проучвания
Обектите са проучени през 2005 г. и 2007 г. от Деян Дичев и екипа на Археологическа експедиция „Странджа“, под ръководството на българската археоложка Даниела Агре.

### Долмен №1
Паметникът се намира източно от селото, на територията на гробищния парк, който е след граничния кльон. Долменът е еднокамерен, а покривните плочи не са запазени – най-вероятно са използвани вторично за други градежи. Гранитните плочи на стените на паметника са много добре обработени и паралелно подравнени. При лицевата плоча се наблюдава правоъгълен отвор със заоблени върхове, който е частично затрупан. В камерата е прорасло дърво. Долменът не е археологически проучван.

### Долмен №2 в м. Пещерките
Паметникът е разположен южно от селото, в м. Пещерите, в непосредствена близост до граничната бразда. Долменът е еднокамерен с дромос, като само покривната плоча на камерата е непокътната. Стените на дромоса са повредени. Обектът е уникален с декоративните мотиви изработени върху лицевата страна на камерата, където се наблюдават релефни изображения на лабрис, две взаимно захапващи се змии и лабиринт – символика характерна за одриската изобразителна традиция. Подобен релеф с царски символи се открива за първи път при долмен. Българският археолог доц.Георги Китов смята, че символите на лабриса и змиите са сигурен знак, че става дума за царски гроб на голям владетел. Китов подчертава, че изображение на лабрис е открито върху съдове, керамика и апликации на конска сбруя при археологически обекти край Старосел, но подобно изображение за пръв път е открито издялано върху камък. Барелефите са унищожени вследствие на натрошаването на лицевата покривна плоча с кирка. Оцелелите фрагменти от релефите са на съхранение в НАИМ при БАН в гр.София. Праговият долен дял от лицевата плоча все още може да се види на място, където личи врязването за лицевия отвор. Върху входната плоча на съседен долмен (вече разрушен), проучен от екипа на Агре през 2005 г., където също е открит фриз от геометрична украса. Според археолозите безспорно двата долмена са служили за гробници на много силен местен владетелско-жречески род в периода от края на IХ – началото на VIII век пр. Хр. Гробничното съоръжение е разбито в началото на ХХ век от иманяри. Част от находките от археологическите проучвания на долмените могат да бъдат видени и в „Етнографско-археологически музей“, гр.Елхово.

## Опазване, консервация и социализация
През лятото на 2010 г. специалисти от музея в гр. Елхово предлагат Долмен №2 да бъде пренесен от мястото си в сградата на институцията, но жителите на Голям дервент и инициаторът на Проект Балкански мегалити – инж. Любомир Цонев се възпротивяват на това предложение. Инициативата не е осъществена поради липса на средства. Според археолога Деян Дичев до 1990-те години, до наличието на строг граничен режим, долмените са непокътнати, след това, паметниците са разбити от иманяри и няма как да бъдат съхранени. Той не е привърженик на идеята на преместването, но при възможността за унищожаване на паметника, според него същият няма как да остане на сегашната си локация.
И двата мегалитни паметника не са консервирани и експонирани за посетители. Достъпът до мегалитните паметници е труден, липсват указателни табели, Голям Дервент е в близост до оградата на граничната мрежа, тъй като е разположено в т.нар. буферна зона между България и Турция. Не се изисква специален пропуск за посещението им, но е желателно да се ползва gps устройство или местен водач, особено при посещение на Долмен №2 в м. Пещерките.